# 国道79号線 (韓国)
国道79号線(國道第七十九號宜寧昌寧線、ハングル: 국도 제79호선)は慶尚南道宜寧郡宜寧邑から同道の昌寧郡遊漁面へ至る大韓民国の一般国道である。総延長は111.6 km。

## 歴史
- 2001年8月25日 : 宜寧~昌寧線で国道第79号線を新設。

## 通過する自治体
- 慶尚南道
  - 宜寧郡 - 咸安郡 - 昌原市 - 昌寧郡

## 交差する道路
高速道路
- 南海高速道路
- 中部内陸高速道路
- 南海高速道路第一地線（朝鮮語版）

国道
- 国道2号線
- 国道5号線
- 国道14号線
- 国道20号線
- 国道24号線
- 国道77号線